# 蔡金涛
蔡金涛（1908年—1996年），男，江苏南通人，中国电讯工程学家，中国航天工业总公司研究员，中国科学院院士，国际宇航科学院院士。

## 生平
1930年毕业于交通大学电机工程学院，1931年任中央研究院物理研究所助理员，1933年赴美国留学（清华大学公费生），1936年获美国哈佛大学研究院硕士学位。1944年到1945年曾任浙江大学工学院电机工程学系教授。他與通信學家黄武汉是好友，雖然後者不幸於文革被鬥死，但黄武汉不但在上海建光机所，领衔的邮电部从70年代开始建设全国微波传输网应用研究取得成功，彼時蔡金涛正在西北，1964年成功进行中近程导弹，使中国控制技术产生了飞跃。1980年当选为中国科学院院士。

## 著作
- 《契包含夫式工作参数滤波器的原理和计算》

## 重要论文
- 《展开电网络行列式的简捷法》
- 《关于网络问题的简捷解法》
- 《各种已调脉冲列的频谱》
- 《电磁饱和式交流稳压器的设计》
- 《统一调谐》
- 《精密量测研究与学习》

## 参看
- 中国航天史